# Incurie

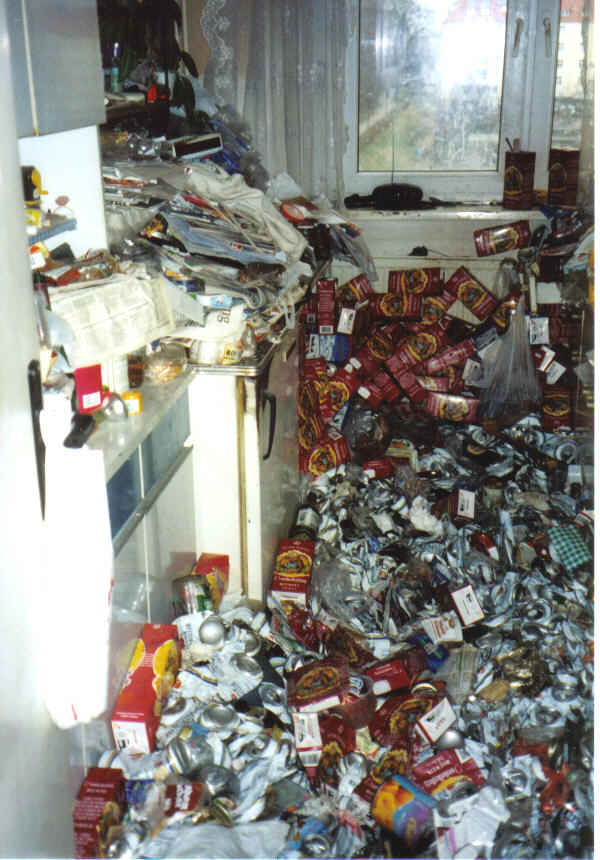
Appartement jonché de déchets à Dresde.

L’incurie est une condition comportementale dans laquelle un individu néglige ses propres besoins, tels que l'hygiène personnelle, l'habillage, la nourriture ou la médication. Il s'agit d'un concept central de la théorie des soins. Une carence des soins personnels (concept d'auto-soins) tels qu'ils sont conçus dans les sciences infirmières en particulier. 
Une autonégligence extrême, souvent associée avec une accumulation compulsive de biens (syllogomanie), est connue sous le terme de syndrome de Diogène.

## Causes
L'autonégligence peut être le résultat de dommages cérébraux, d'une démence, d'une maladie mentale ou d'une pathologie physique ayant un effet sur les capacités physiques, énergétiques, cognitives ou motivantes d'un individu. 
Elle peut être la conséquence d'une aboulie.

## Conséquences
Le manque d'attention d'une personne envers elle-même peut provoquer des problèmes de santé, comme une dénutrition et ses conséquences.
En raison d'un manque d'hygiène, des microorganismes peuvent se développer et des blessures mineures peuvent s'infecter. Le manque d'hygiène personnelle peut indiquer que l'individu souffre de difficultés sociales et d'isolement.